# 卯木浩二
卯木 浩二（うのき こうじ、1957年10月31日 - ）は、日本の元スタントマン・俳優。本名同じ。
岡山県岡山市出身。身長167cm。現在は、内装業として働いている。

## 来歴・人物
森末慎二は中学の同級生。吉田拓郎のファンで中学からはドラムをやっていた。岡山県立岡山南高等学校を卒業後、岡山で就職するが3年で辞め、上京、ジャパンアクションクラブ（JAC）のオーディションを受け、第10期として合格。JACの若手株として数々のアクションを披露した。スタントマンとして芸能活動を開始。
『影の軍団』やスーパー戦隊シリーズに出演し、『大戦隊ゴーグルファイブ』の終盤で負傷した伊藤久二康の代役としてゴーグルイエローのスーツアクターを務めた。その後、『科学戦隊ダイナマン』にて春田純一と共に変身前と変身後の両方を演じた。
1983年、スーパー戦隊シリーズ第7作『科学戦隊ダイナマン』の島洋介 / ダイナブルーとしてレギュラー出演を務めた。
1989年、『将軍家光の乱心 激突』では長門裕之のスタントを務め、千葉真一指揮の下、「人馬もろとも火だるまになりながら疾走する」という危険なアクションを敢行した。
2016年から、朗読劇団「桃色旋風」のメンバーとして、毎月一回公演を行っていたが2020年2月に劇団解散。 
趣味は映画鑑賞。特技は体操、乗馬。

## エピソード
JACのアクション監督を"ドS"と称し、山岡淳二からは『科学戦隊ダイナマン』にて厳しい指導を受けた。金田治からは『仮面ライダーBLACK』ゲスト出演した時に倉田てつをとの立ち回りを演出され、体を痛めながら演じたものの放送時に削られたため、落胆したという。

## 出演

### テレビドラマ
- スーパー戦隊シリーズ（テレビ朝日）
  - 太陽戦隊サンバルカン（1981年 - 1982年）※スタントマンとして - マシンマン[3]
  - 大戦隊ゴーグルファイブ（1982年）※スタントマンとして - ゴーグルイエロー[4]
  - 科学戦隊ダイナマン（1983年 - 1984年） - 島洋介 / ダイナブルー ※スーツアクター兼任
  - 超新星フラッシュマン 第5話「女戦士に御用心!」（1986年） - 立花ひろし
- 噂の刑事トミーとマツ 第2シリーズ 第32話「倒せ殺人空手! トミーの延ズイ蹴り」（1982年、TBS） - 海岸の不良学生
- 柳生十兵衛あばれ旅（1982年 - 1983年、テレビ朝日）※スタントマンとして
- 服部半蔵 影の軍団（関西テレビ）　
  - 影の軍団II（1982年 - 1983年）※スタントマンとして
  - 影の軍団IV 第1話「春一番！燃えて半蔵いま発進」（1985年） - 有田勇吉
  - 影の軍団 幕末編 第10話「逃がし屋は鬼の棲み家」（1985年）
- 火曜サスペンス劇場 / 暗い窓（1985年、NTV）
- スーパーポリス（1985年、TBS） - 原田三平
- 超人機メタルダー 第15話「翔くモンスター 息子よ、母の願いを!」（1987年、ANB） - ヘドグロスJr.
- 仮面ライダーBLACK 第26話「超能力少女を救え」（1988年、MBS） - 謎の男（バッファロー怪人人間態）
- 水戸黄門 第18部 第22話「祇園太鼓で悪退治 -小倉-」（1989年、TBS）
- 土曜ワイド劇場 / OL潜入! ニッポン風俗名所（1989年、ABC）
- 影狩り（1992年、CX）

### 映画
- 吼えろ鉄拳（1981年、東映） - 楊の配下
- 太陽戦隊サンバルカン（1981年、東映）
- 大戦隊ゴーグルファイブ（1982年、東映）
- 科学戦隊ダイナマン（1983年、東映） - 島洋介 / ダイナブルー ※スーツアクター兼任
- 伊賀野カバ丸（1983年、東映）  - 靴磨きの青年B（友情出演）
- コータローまかりとおる!（1984年、東映） - 野村
- 必殺4 恨みはらします（1987年、松竹） - 乾小弥太
- 将軍家光の乱心 激突（1989年、東映） - 多賀谷六兵衛、※スタントマンとして（川への飛び込み、乗馬の一部、火だるま）

### 舞台
- スタントマン物語（1981年、JAC公演）
- ゆかいな海賊大冒険（1982年、JAC公演）
- マグニチュードイレブン（1984年、Black JAC公演）
- 7人の戦士（1987年、JAC公演） - ルパン
- マグニチュード愛'88（1988年、Black JAC公演） - 先輩
- 飛龍伝'90（1990年、北区つかこうへい劇団）
- 俺っちのアウトロー（1992年、Black JAC公演）